# Erica odorata
Erica odorata là một loài thực vật có hoa trong họ Thạch nam. Loài này được Andrews mô tả khoa học đầu tiên năm 1809.